# Комароловка маскова
Комароловка маскова (Polioptila dumicola) — вид горобцеподібних птахів родини комароловкових (Polioptilidae).

## Поширення
Вид поширений в Південній Америці. Трапляється в північній частині Аргентини, в Уругваї, Парагваї, Болівії, південній і центральній частині Бразилії. Живе у різноманітних середовищах.

## Опис
Дрібний птах, завдовжки до 11 см. Оперення сірого забарвлення, темніше у верхній частині тіла, світліше у нижній. Черево біле. Самці мають чорну лицьову маску. У самиць від маски залишається лише великі чорні плями за очима.

## Спосіб життя
Досить рухливий птах, який гуляє серед кущі та низьких дерев, переміщаючись невеликими стрибками та короткими перельотами у пошуках поживи. Полю на комах та павуків. Чашоподібне гніздо будують серед нижніх гілок чагарників. У кладці до 4 світло-блакитних з червонуватими плямами яєць.

## Підвиди
- Polioptila dumicola berlepschi
- Polioptila dumicola dumicola
- Polioptila dumicola saturata